# 国家消防救援局昆明航空救援支队
国家消防救援局昆明航空救援支队是中華人民共和國国家消防救援局直接管理的森林消防队伍，为国家综合性消防救援队伍两个航空救援支队之一，驻云南省昆明市。

## 沿革
2010年起，中華人民共和國云南省人民政府积极开展工作，争取在昆明市组建武警森林指挥部直升机支队飞行二大队。2010年7月，国家联合调研组开始对直升机机场的建设展开调研论证，选址位于安宁市县街街道王家庄村。
2014年5月16日，国务院、中央军事委员会批复在云南安宁市组建武警森林部队直升机二大队。同年12月，武警森林部队机场地方配套建设项目开工。
2015年7月6日，武警森林指挥部直升机支队昆明机场飞行指挥塔台开工奠基。2017年12月，机场营建完工。
2018年7月，武警森林指挥部直升机支队抽调人员驻扎昆明机场，组建中国人民武装警察部队森林指挥部直升机支队飞行二大队。
2018年10月9日，武警森林部队移交应急管理部交接仪式举行。机构改革后，森林部队现役编制全部转为行政编制，成建制划归应急管理部。机构改革后，该部更名为应急管理部森林消防局直升机支队飞行二大队。
2019年12月31日，该部举行挂牌仪式，更名为应急管理部森林消防局昆明航空救援支队，成为国家综合性消防救援队伍两个航空救援支队之一。
2023年1月6日，应急管理部消防救援局和森林消防局合并成立国家消防救援局，该部随之更名为国家消防救援局昆明航空救援支队。

## 行动

### 扑救森林火灾
2019年，该部先后出动5次执行火场侦查及航空消防灭火任务，共飞行84小时、333架次，洒水831吨。
2020年，该支队先后参与扑救昆明禄劝翠华镇烂泥箐大火、云南楚雄禄丰森林火灾等森林火灾。
2021年，该支队先后参与扑救昆明盘龙区森林火灾、云南大理湾桥镇森林火灾等森林火灾。

### 靠前驻防
2020年11月，该支队派出1架直升机和1个特勤分队赴广西河池执行靠前驻防任务，这是该支队首次执行跨区机动靠前驻防任务。
2021年2月，该支队派出1架直升机赴云南丽江执行靠前驻防任务。。

## 事故

### 2021年5月10日大理直升机坠水事故
2021年5月10日，在扑救2021年5月9日云南大理湾桥镇森林火灾过程中，该支队所属CFR-02308号直升机在执行吊桶取水作业时，突发机械故障坠入洱海。机长刘洪、飞行员李凯涛、空中机械师刘超、孙中杰等4名机组成员遇难。
受事故影响，昆明航空救援支队、大庆航空救援支队所有直-8型直升机停飞。2021年9月起，在全面更换尾减速器后，直-8型直升机逐步开始复飞。

## 历任领导人
| 应急管理部森林消防局昆明航空救援支队支队长 - 张英海 二级指挥长（2020年8月－） | 应急管理部森林消防局昆明航空救援支队政治委员 - 孙雨峰 二级指挥长（2020年8月－） |